# Балчик
Балчик (буг. Балчик) град је у Републици Бугарској, у североисточном делу земље, седиште истоимене општине Балчик у оквиру Добричке области.
Балчик је познато летовалиште на обали Црног мора.

## Географија
Положај: Балчик се налази у североисточном делу Бугарске. Од престонице Софије град је удаљен 490 km источно, а од обласног средишта, Добрича град је удаљен 35 km југоисточно.
Рељеф: Област Балчика се налази на бугарској обали Црног мора. Градско приобаље чини низ плажа, изнад којих се стрмо издиже брежуљкаста област средишње Добруџе. Град је стога на веома покренутом терену, од 0 до 200 m надморске висине.
Клима: Клима у Балчику је измењено континентална клима са утицајем мора.
Воде: Балчик је смештен у омањем заливу Црног мора.

## Историја
Област Балчика је првобитно било насељено Трачанима, а после њих овом облашћу владају стари Рим и Византија. Јужни Словени ово подручеје насељавају у 7. веку. Од 9. века до 1373. године област је била у саставу средњовековне Бугарске.
Крајем 14. века област Балчика је пала под власт Османлија, који владају облашћу 5 векова. 1878. године град је постао део савремене бугарске државе. Насеље постоје убрзо средиште окупљања за села у околини, са више јавних установа и трговиштем. Између два светска рата Балчик је био у саставу Румуније, када је био омиљено летовалиште румунске краљевске породице.

## Становништво
По проценама из 2007. године Балчик је имао око 13.000 становника. Огромна већина градског становништва су етнички Бугари. Остатак су махом Роми. Последњих година град расте због положаја на мору и бугарској ривијери.
Претежан вероисповест месног становништва је православље.

## Партнерски градови
- Мангалија
- Armutalan
- Општина Бран
- Стара Љубовња
- Хагфош
- Ћешин

## Галерија
- Градска црква
- Стари део Балчика
- Обод града